# La República al centre (del món)

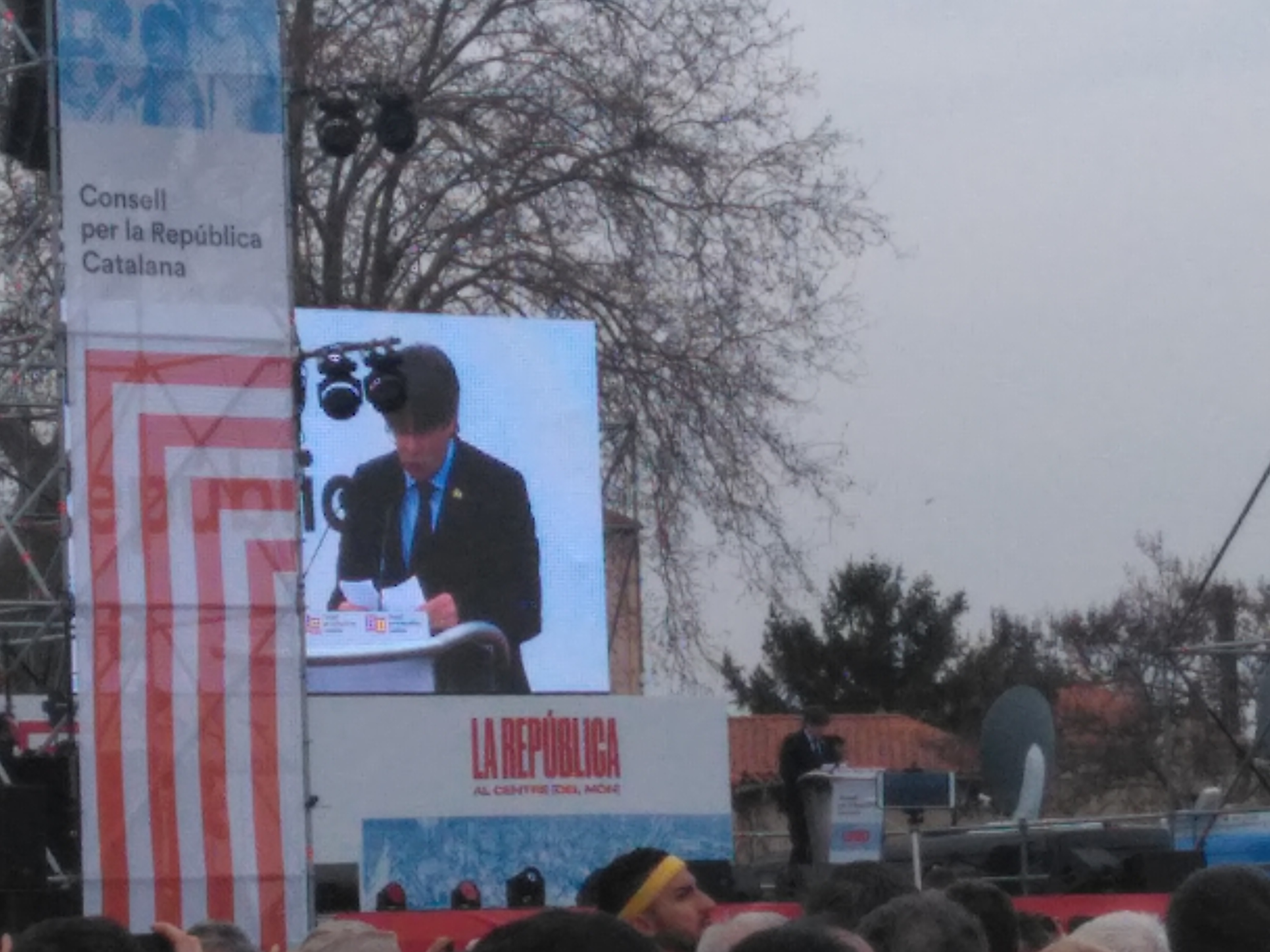
Intervenció del president Carles Puigdemont

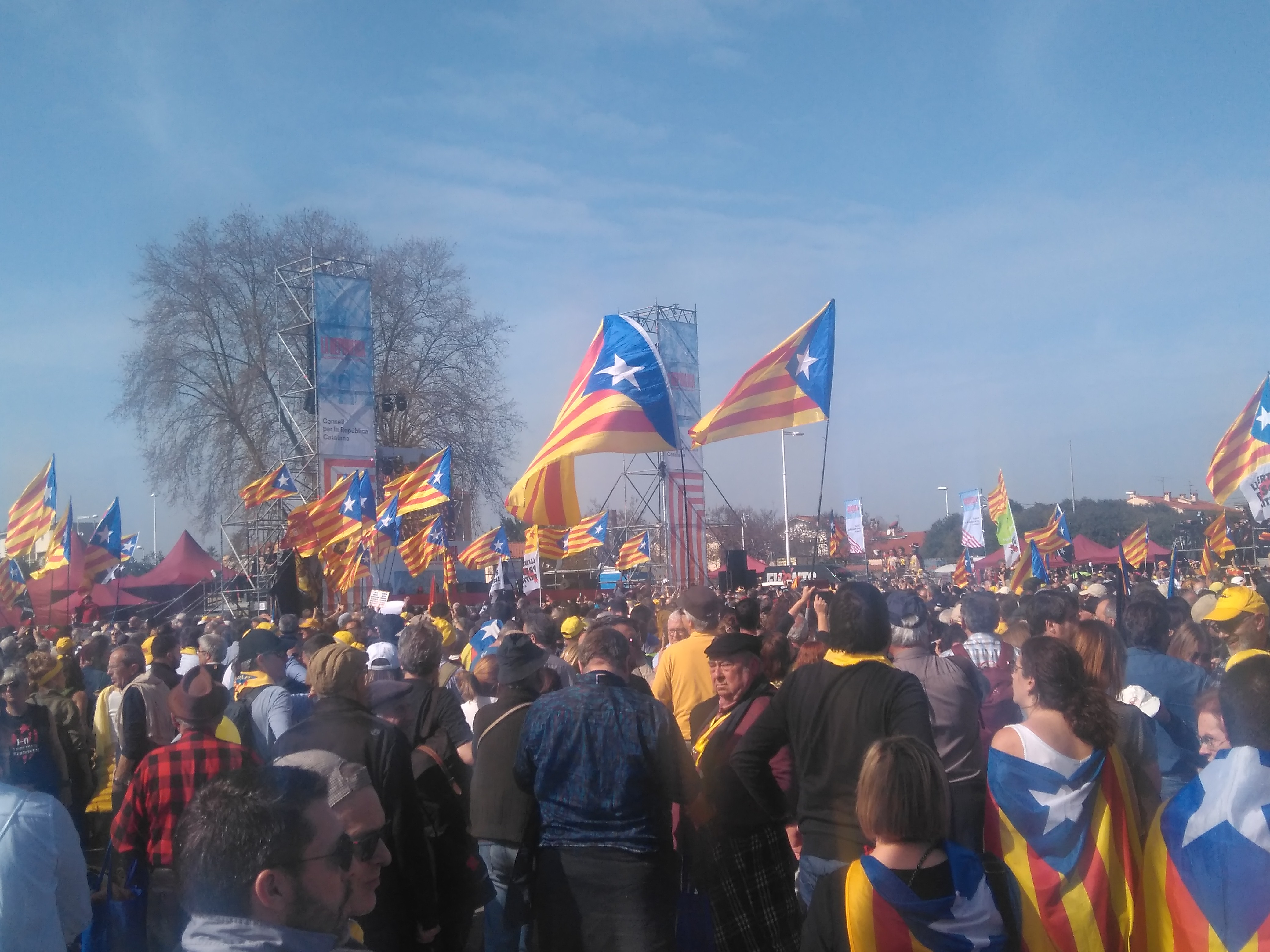
Ambient abans de l'inici de l'acte

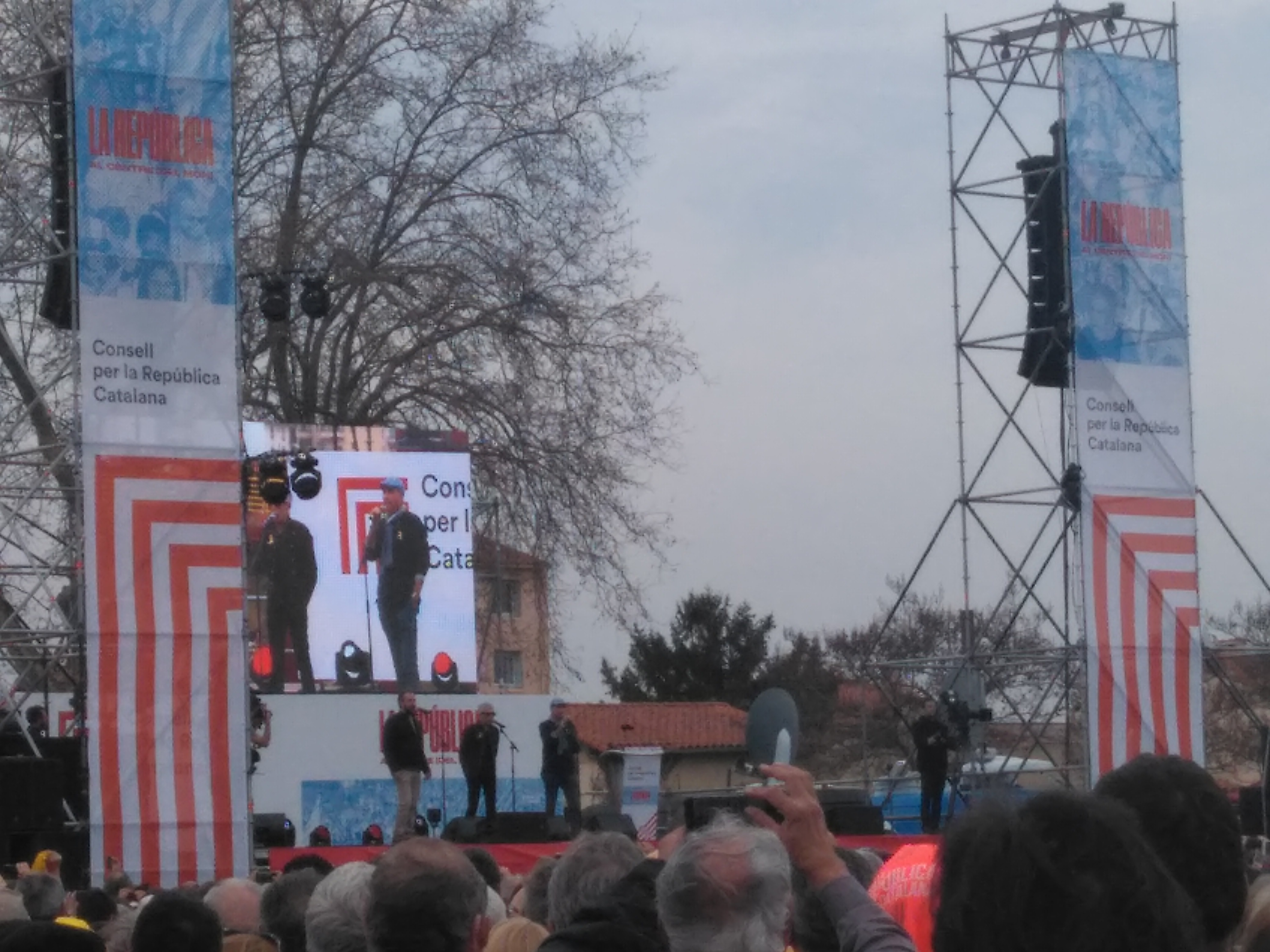
Actuació musical de Lluís Llach, Gerard Jacquet i Roger Masdeu

La República al centre (del món) fou un acte organitzat pel Consell per la República que tingué lloc el 29 de febrer de 2020 a Perpinyà, amb la participació de l'expresident de la Generalitat de Catalunya i actualment eurodiputat Carles Puigdemont i els eurodiputats Toni Comín i Clara Ponsatí, tots ells actualment a l'exili.
El nom de l'acte, La República al centre (del món), fa referència a l'expressió que Salvador Dalí feu servir per a anomenar l'estació de tren de Perpinyà com "El Centre del Món", durant el seu viatge amb Gala el 1965 de Cadaqués a Perpinyà passant per Ceret. Dalí sentia admiració per Perpinyà, ja que per ell era una font de visions i allà hi pintà un quadre de l'estació amb Gala mirant Dalí en un estat d'antigravitació que titularia Pop-Op-Yes-Yes-Pompier, obra que actualment es troba al Museum Ludwig de Colònia, a Alemanya. L'estació de Perpinyà a més conté alguns murals pintats per ell, i es pot trobar a la ciutat també un hotel batejat amb el mateix nom i un centre comercial.

## Context
L'acte es va començar a gestar un cop Carles Puigdemont i Toni Comín van rebre les credencials com a eurodiputats, després de la sentència del Tribunal de Justícia de la Unió Europea en la resolució del cas d'Oriol Junqueras va dictar que la immunitat dels diputats electes del Parlament Europeu s'adquireix en el moment de ser elegits, el que ja era conegut com a Doctrina Musotto. Posteriorment, amb la sortida del Regne Unit de la Unió Europea, també Clara Ponsatí va rebre l'acta d'eurodiputada. Amb la immunitat que va associada al càrrec, tots tres podien moure's per territori francès sense perill de ser detinguts i anar fins a la Catalunya del Nord, cosa que suposarà que tots tres tornaran a calcigar terra catalana per primer cop després del seu exili la tardor de 2017 després de l'aprovació al Parlament d'una resolució que instava a aixecar la suspensió de la Declaració d'Independència de Catalunya i desplegar la llei de transitorietat jurídica.

## Actes previs
El president Puigdemont i Clara Ponsatí aterraren a l'aeroport de Carcassona provinents de Brussel·les i es desplaça en una furgoneta cap a Perpinyà, fent una parada a la Porta dels Països Catalans. Llavors, ja en companyia de Toni Comín es desplaçaren a casa del diputat Romain Grau on també es van trobar amb el regidor Brice Lafontaine, Jordi Vera, exregidor i membre del col·lectiu Sí al País Català; i la diputada Renée Soum. Acte seguit es van dirigir cap a l'estadi Aimé Giral per assistir a un partit de l'USAP. Foren rebuts per la directiva, es posà una placa amb el seu nom i acabaren fent una volta d'honor a l'estadi. L'estada a Perpinyà també permeté al president de retrobar-se amb la seva mare per primer cop d'ençà de l'inici del seu exili.

## Desenvolupament de l'acte
Estava previst que l'acte se celebrés al Parc de les Exposicions i que comencés a les dotze del migdia amb la participació dels tres eurodiputats i també i associacions nord-catalanes. L'inici acabà sent a les 13 h del migdia amb l'anunci de l'organització de la xifra de 150.000 assistents i també s'anuncià el tancament del recinte a causa de la gran quantitat de gent que hi accedí i que en desbordà la capacitat provocant alguns desmais puntuals entre el públic.
Les actrius Carme Sansa i Lloll Bertran pujaren l'escenari reivindicant el paper de la Catalunya del Nord en l'organització del referèndum d'independència de l'1 d'octubre. I tot seguit intervingué el vicepresident de la delegació nord-catalana del Consell de la República Joan Lluís Lluís, que feu un discurs al voltant de la història comuna entre el Principat de Catalunya i la Catalunya Nord. Seguidament s'emeteren missatges de Jordi Turull, Joaquim Forn, Josep Rull, Jordi Cuixart i Jordi Sànchez, que enviaren des de la presó.
Clara Ponsatí prosseguí l'acte criticant en el seu discurs la taula de diàleg amb el govern espanyol, i reivindicant la lluita al carrer, agraint els organitzadors de Meridiana Resisteix, les ocupacions de l'aeroport per part de Tsunami Democràtic, i altres. Toni Comín feu un discurs a favor de les urnes i l'autodeterminació. I per cloure l'acte s'emeteren missatges d'Oriol Junqueras i de Marta Rovira en què defensaven la taula de negociació i la unitat coordinada de l'independentisme. A continuació va parlar Toni Comín que va demanar preparar-se i va dir que caldrien més accions, compromisos i sacrificis per a aconseguir la independència, sempre des de la lluita no violenta. Marta Rovira s'adreçà a la multitud amb un vídeo gravat a Suïssa i acte seguit també se sentí un missatge gravat d'Oriol Junqueras. Finalment prengué la paraula el president Puigdemont que demanà preparar-se per a la lluita definitiva, a mobilitzar-se i a no excloure ningú en el camí vers la independència. Durant l'acte també hi hagué les actuacions musicals de Roger Mas, Gerard Jacquet i Lluís Llach.

### Assistència
Finalment l'assistència a l'acte superà les 200.000 persones segons l'organització, 110.000 segons la Gendarmeria. Un control del Cos Nacional de Policia va obligar els cotxes que pujaven cap a Perpinyà a passar només per un sol carril i es va col·lapsar el peatge de la Jonquera, on centenars de cotxes i autocars quedaren atrapats arribant a acumular cues de més de sis quilòmetres. Igualment la sortida de l'autopista a Perpinyà quedà col·lapsada pel gran volum de vehicles que hi volien accedir i prop d'un centenar d'autocars no van poder arribar a temps fins a Perpinyà i la policia francesa els va fer donar mitja volta per tal d'evitar allargar l'embús.
L'afluència de públic fou tal que dues hores abans que comencés l'acte l'esplanada del Parc de les Exposicions ja estava plena.

## Repercussions
L'acte va despertar un gran interès d'ençà del moment del seu anunci. L'organització preveia l'assistència de més de 50.000 persones. La plataforma de reserves hoteleres Booking va anunciar, la primera setmana de febrer, que per a la nit del 28 de febrer ja estaven ocupades el 99% de les places hoteleres a Perpinyà i que per a la nit següent només restava lliure el 6% i que es començaven a omplir les poblacions properes. També els trens que permetien desplaçar-se a Perpinyà amb temps d'assistir a l'acte, tant divendres com dissabte, ja eren plens. El 14 de febrer l'Assemblea Nacional Catalana anuncià que ja tenia 400 autocars plens de les prop de 200 assemblees territorials de l'entitat. Finalment, la xifra d'autocars que sortiren per a assistir a l'acte es xifrà en 600, dels quals 100 no hi pogueren arribar.